# Castellón Alto
Castellón Alto é um local arqueológico da cultura argárica localizado em Galera, Granada e datado entre 1900-1600 a. C. durante a Idade do Bronze.
É constituído por um habitat onde se localizam três socalcos naturais com casas e pela encosta. O terraço superior é separado do resto da vila por um muro perimetral, formando uma área de acrópole onde as elites da vila conviviam com elementos fundamentais para a sobrevivência como a cisterna ou um tanque de água. É digno de nota as 130 sepulturas, que excepto para enterros de crianças numa urna, são encontradas em túmulos/grutas artificiais esculpidas na rocha, a maioria lacrada por grandes lajes.
Foi escavado de junho a julho de 1983 e de setembro a novembro pela Universidade de Granada.